# ژول بویسه
ژول بویسه (انگلیسی: Jules Buysse; ۱۳ اوت ۱۹۰۱ – ۳۱ دسامبر ۱۹۵۰) دوچرخه‌سوار اهل بلژیک بود.